# Нощ
 Тази статия е за частта от денонощието.  За филма вижте Нощта.  
Нощ се нарича тази част от денонощието, през която е тъмно, т.е. когато тази част от земното кълбо не е огрята от Слънцето, за разлика от останалата част. В зависимост от разположението на Земята спрямо Слънцето, както и от наклона на земната ос, през годината продължителността на нощта е различна. За нощ се счита периодът между залез и изгрев, когато Слънцето се намира под хоризонта.

## Продължителност
На Земята нощта като цяло е по-кратка от деня, поради два фактора. Първо, Слънцето е сфера, а не точка и има големина на ъгъла от около 32'. Второ, атмосферата пречупва слънчевата светлина така, че част от нея достига земята, дори когато Слънцето е на 34' под хоризонта. Комбинацията на тези два фактора означава, че светлина достига земята, когато центърът на слънчевия диск е на около 50' под хоризонта. Без тези ефекти денят и нощта биха били еднакво дълги през двете равноденствия, моментите, когато Слънцето като че ли допира небесния екватор. По време на равноденствие, денят продължава около 14 минути повече от нощта на екватора и дори повече близо до полюсите. Също така през зимния сезон продължителността на нощта е по-голяма, а през летния сезон – по-малка.
Лятното слънцестоене и зимното слънцестоене отбелязват съответно най-кратката и най-дългата нощ. Колкото по-близко се намира дадено място да някой от полюсите, толкова по-широки граници на вариация има продължителността на нощта. Въпреки че денят и нощта почти се изравняват по продължителност при равноденствията, съотношението на нощта към деня се променя по-бързо при големите географски ширини, отколкото при малките преди и след равноденствие. През юни в Северното полукълбо например Дания има по-къси нощи от Индия, а в Южното полукълбо Антарктида има по-дълги нощи от Чили. В двете полукълба продължителността на деня и нощта се мени по един и същи начин при една и съща географска ширина, обаче с разлика от шест месеца, тоест едното полукълбо има по-дълги нощи (зима), когато другото има по-къси нощи (лято).
Промяната на продължителността на деня и нощта в полярните области е толкова голяма, че през част от лятото има период без нощ, докато през част от зимата има период без дневна светлина.

## При други небесни тела
Смяната на деня и нощта се дължи на въртенето на небесно тяло около оста му, което създава впечатлението, че слънцето се издига и снижава. Различните астрономически обекти се въртят с различни скорости. Някои се въртят много по-бързо от Земята, докато други се въртят изключително бавно и имат много дълги дни и нощи. Планетата Венера се завърта около оста си за 224,7 земни денонощия. За разлика от нея, газовият гигант Юпитер има звездно денонощие от 9 часа и 56 минути. Продължителността на слънчевото денонощие зависи не само от продължителността на звездното денонощие, но и от орбиталния период. Венера например се завърта около оста си спрямо звездите за 224,7 земни денонощия, но спрямо Слънцето се завърта около оста си за 116,75 земни денонощия поради ретроградното си въртене. Меркурий има най-дългото слънчево денонощие (176 d) поради резонанса 3:2 между орбиталния период и звездното денонощие. Дадена планета може да има огромни температурни разлики между деня и нощта, какъвто е случаят с Меркурий, най-близката планета до Слънцето. Големите температурни разлики са неблагоприятни за живота.

## Влияние върху живота
Изчезването на дневната светлина, основния източник на енергия за живота на Земята, има голямо въздействие върху морфологията, физиологията и поведението на почти всеки организъм. Някои животни спят през нощта, докато други нощни животни (молци, щурци) са активни по това време. Ефектите на деня и нощта не се ограничават до животните – растенията също са се адаптирали към липсата на слънчева светлина през нощта. Например, някои растения могат да задържат въглероден диоксид в тъканите си под формата на органични киселини през нощта, която по-късно може да бъде използвана през деня за да синтезират въглехидрати. Това им позволява да си държат устицата затворени през деня, предотвратявайки транспирацията на ценна вода.
С подобряването на изкуствената светлина, особено след Индустриалната революция, нощните дейности нарастват и стават значителна част от икономиката на някои места. Много сгради, като нощни клубове, барове, магазини, ресторанти за бързо хранене, бензиностанции, полицейски управления работят по 24 часа в денонощието или остават отворени до към 1 – 2 часа през нощта. Дори и без изкуствена светлина, лунната светлина понякога прави възможно пътуването или работата на открито през нощта.

### Културни аспекти
Нощта често се свърза с опасност и зло, поради психологическата връзка от обкръжаващата тъмнина към страх от непознатото и свойството на светлината да възпрепятства голяма сетивна система – зрението. Така по естествен път, нощното време се асоциира с уязвимост и опасност за човешкото физическо оцеляване. Престъпници, животни и други потенциални опасности могат да се скрият в тъмнината. Полунощ има особено значение в човешкото въображение и култура.
Никта е богинята, олицетворение на нощта в древногръцката митология. Изобразявана е със закрито лице и тъмни дрехи. Нейни земни деца са вампирите, които тя бележи със знак – полумесец на челото, те са нейните очи и уши на земята. От тях се иска само да следват пътя на богинята си и биват дарявани с неповторими божествени дарове като връзки с някоя от петте природни стихии – Земя, Огън, Вода, Въздух и Дух. Върху северния фриз на Пергамския олтар е изобразена като млада жена с полумесец или Луната в ръка.
Вярванията в магии често включват идеята, че магията и магьосниците са по-силни нощем. Спиритуалистки сеанси често се провеждат близо до полунощ. По подобен начин, митични и фолклорни създания като вампири и върколаци се описват като активни през нощта. За призраците се вярва, че бродят почти единствено нощем. В почти всички култури съществуват истории и легенди, предупреждаващи за опасностите, които крие нощта.
В литературата, нощта и липсата на светлина често се асоциират с черното, което исторически символизира зло, небитие или липса на познание (като знанието се символизира със светлина).
Културното значение на нощта в исляма е различно от това в Западната култура. Например Мохамед прави известното си пътуване от Мека към Йерусалим и след това към рая през нощта.